# Gunnar Lundmark
J. Gunnar Lundmark (i riksdagen kallad Lundmark i Lycksele), född 27 februari 1907 i Byske församling, död 15 juli 1986 i Lycksele, var en svensk lantbruksassistent och politiker (socialdemokrat).
Lundmark studerade vid folkhögskola och lantmannaskola. Han blev 1931 vandringsrättare i Tärna, 1938 jordbruksinspektör i Lycksele och var från 1964 jordbruksassistent i Lycksele, men tjänstledig under sin riksdagstid.
Lundmark blev 1948 stadsfullmäktiges ordförande i Lycksele stad och innehade 1955 fortfarande denna post. Han var ledamot av andra kammaren av Sveriges riksdag 1957–1970, invald i Västerbottens läns valkrets. Han var även styrelseordförande i Lycksele bostadsstiftelse och direktör för Lycksele lasarett.
Han gifte sig 1932 med Anna Stina Bergstrand (1908–1978). Hon var nämndeman och född i Mellansel. De fick en dotter. Makarna Lundmark är begravda på Berglunda begravningsplats.